# Yangasso
Yangasso è un comune rurale del Mali facente parte del circondario di Bla, nella regione di Ségou.
Il comune è composto da 30 nuclei abitati:
- Banankoro
- Bougoura
- Djigonso Dabalan
- Fono
- Kabalasso Banama
- Kabalasso Peuhl
- Kabalasso Sagasso
- N'Golosso Bamana
- N'Golosso Peuhl
- Koutienso
- N'Tiéna Niantasso
- N'Tiéna Tomikorosso
- N'Tieresso
- Niamasso
- Niana Bamana

- Niana Markala
- Niana Peulh
- Niano Sobala
- Penesso
- Petekelesso Bamana
- Petekelesso Niassokala
- Siama
- Sien Bambara
- Sien Kamaga
- Sien Markala
- Sofolosso
- Tokosso
- Wakoro
- Wesserebougou
- Yangasso